# Leopold Vietoris
Pour les articles homonymes, voir Vietoris.
Leopold Vietoris (né le 4 juin 1891 à Radkersburg et mort le 9 avril 2002 à Innsbruck) est un mathématicien autrichien, qui a connu une certaine célébrité en raison de sa longévité exceptionnelle.

## Biographie
Il est connu comme mathématicien pour ses contributions à la topologie et à d'autres domaines. Il s'est intéressé à l'histoire des mathématiques et a été un adepte de l'alpinisme. Il a fait ses études à l'université de Vienne, où il a obtenu son doctorat en 1920.
Vietoris a donné son nom à quelques concepts mathématiques :
- topologie de Vietoris (en) sur l'ensemble des parties d'un espace topologique,
- homologie de Vietoris (voir Homologie et cohomologie),
- suite de Mayer-Vietoris,
- théorème de Vietoris-Begle (en),
- complexe de Vietoris-Rips.

Il publie son dernier travail (la 3e partie de la démonstration Über das Vorzeichen gewisser trigonometrischer Summen) en 1994, à 103 ans.
Leopold Vietoris a atteint l'âge de 110 ans et 309 jours, devenant l'Autrichien le plus âgé.

## Décorations
- Décoration autrichienne pour la science et l'art (1973)
- Commandeur d'or de l'ordre du Mérite autrichien (1981)

## Hommage
- Son nom a été donné à l'astéroïde (6966) Vietoris le 10 juin 1998.